# 537
O ano 537 (DXXXVII) foi um ano comum começando na quinta-feira do calendário juliano. Na época, era conhecido como o segundo ano após o Consulado de Belisário (ou, com menos frequência, ano 1290 Ab urbe condita). A denominação 537 para este ano usa-se desde o primeiro período medieval, quando a era civil de Anno Domini se tornou o método prevalecente na Europa para nomear anos.
Um vulcão cataclísmico na Islândia expeliu cinzas no Hemisfério Norte, criando uma névoa que mergulhou a Europa, o Oriente Médio e partes da Ásia na escuridão - dia e noite - por 6 meses naquele ano. As temperaturas no verão caíram causando a década mais fria nos últimos 2300 anos.
537 (DXXXVII, na numeração romana) foi um ano comum do século VI do Calendário Juliano, da Era de Cristo, teve início a uma Quinta-feira e terminou também a uma Quinta-feira, e a sua letra dominical foi D (53 semanas).
| Ano completo                        |
| ----------------------------------- |
| Ano comum com início à quinta-feira |

## Eventos
- Os francos tomam Provença aos ostrogodos.

### Março
- 29 de março - É eleito o Papa Vigílio.

### Dezembro
- 29 de dezembro - Concluída a construção da Hagia Sophia em Constantinopla.